# یگان شهید نوبار اوزانیان
یگان شهید نوبار اوزانیان (ارمنی: Նահատակ Նուպար Օզանեան Գումարտակ ناهاتاک نوبار اوزانیان گومارتاک، عربی: طابور الشهيد نوبار اوزانيان، آوانگاری: Tābūr Al-Shāhīd Nūbar Awzānyan، کردی: Tabura Şehid Nubar Ozanyan) یک سازمان نظامی ارمنی در سوریه و بخشی از نیروهای دموکراتیک سوریه است. این یگان در ۲۴ آوریل ۲۰۱۹ و در صد و چهارمین سال نسل‌کشی ارامنه در کلیسای مرضیه واقع در تل گوران تأسیس شد.
نام این یگان از نام نوبار اوزانیان یک انقلابی مارکسیست-لنینیست ارمنی متولد شده در ترکیه، که فرمانده ارتش آزادیبخش کارگران و دهقانان ترکیه (تیککو) بود گرفته شده‌است. این ارتش شاخهٔ نظامی حزب کمونیست ترکیه/مارکسیست-لنینیست (TKP-ML) محسوب می‌شود. وی در سال ۲۰۱۷ و در جریان نبرد رقه کشته شد.
این گروه در بیانیه تأسیس خود اظهار داشته‌است که اهداف این گروه شامل دفاع از مردم، زبان و فرهنگ ارمنی و همه مردم روژاوا و مقابله با داعش و دولت ترکیه است. آنها همچنین در بیانیه خود دولت فعلی ترکیه را "نمایندگان گروه فاشیست جمعیت اتحاد و ترقی" توصیف کردند.
در ۱۴ اوت سال ۲۰۱۹ یگان نوبار اوزانیان و حزب کمونیست ترکیه/مارکسیست-لنینیست (TKP-ML) با گرامیداشت دومین سال کشته شدن اوزانیان در جنگ رقه، مراسم مشترکی برگزار کردند که با حضور نمایندگان چندین گروه شبه نظامی کرد و نیروهای دموکراتیک سوریه، گروه‌های شورشی کمونیست ترکیه برگزار شد.